# Yahor Shchalkanau
Yahor Shchalkanau (11 de junio de 2001) es un deportista bielorruso que compite en natación adaptada. Ganó una medalla de plata en los Juegos Paralímpicos de Tokio 2020 en la prueba de 100 m espalda (clase S9).

## Palmarés internacional
| Juegos Paralímpicos | Juegos Paralímpicos | Juegos Paralímpicos | Juegos Paralímpicos |
| Año                 | Lugar               | Medalla             | Prueba              |
| ------------------- | ------------------- | ------------------- | ------------------- |
| 2020                | Tokio (Japón)       | Medalla de plata    | 100 m espalda S9    |